# Ricardo de Sayn-Wittgenstein-Berleburg (1882-1925)
Ricardo de Sayn-Wittgenstein-Berleburg (Berleburg, Alemania; 27 de mayo de 1882 - Hanau, Alemania; 25 de abril de 1925) fue el cuarto príncipe y jefe de la Casa de Sayn-Wittgenstein-Berleburg.

## Biografía
Fue el hijo de Alberto, III Príncipe de Sayn-Wittgenstein-Berleburg y de su esposa, la baronesa María de Gemmingen-Hornberg.
Falleció en un accidente de tráfico en Hanau el 2 de abril de 1925 a los 42 años de edad.

## Matrimonio y descendencia
Ricardo contrajo matrimonio el 21 de noviembre de 1902 con la princesa Magdalena de Löwenstein-Wertheim-Freudenberg, hija del príncipe Alfredo de Löwenstein-Wertheim-Freudenberg y de la condesa Paulina de Reichenbach-Lessonitz.
De su matrimonio nacieron tres hijos:
- Gustavo Alberto.
- Cristián Enrique.
- Luis Fernando.

| Predecesor: Alberto, III Príncipe de Sayn-Wittgenstein-Berleburg | Príncipe de Sayn-Wittgenstein-Berleburg 1904-1925 | Sucesor: Gustavo Alberto, V Príncipe de Sayn-Wittgenstein-Berleburg |